# Евразийский патент
Евразийский патент — патент на изобретение, выданный Евразийской патентной организацией на срок 20 лет, который действует на территории государств-участников Евразийской патентной конвенции.

## Ратификация
На сентябрь 2024 года Евразийскую конвенцию ратифицировали восемь стран евразийского региона: Азербайджан, Армения, Беларусь, Казахстан, Кыргызстан, Россия, Таджикистан, Туркменистан. Ранее стороной конвенции была Молдавия, однако 26 апреля 2012 года страна вышла из неё.
Право представительства перед Евразийским патентным ведомством имеют евразийские патентные поверенные.

## Условия патентоспособности
(Патентная инструкция к Евразийской патентной конвенции, Глава 2, Правило 3)
«(3) Не признаются изобретениями по смыслу правила 3(1) Инструкции, в частности:
- открытия;
- научные теории и математические методы;
- представление информации;
- методы организации и управления хозяйством;
- условные обозначения, расписания, правила;
- методы выполнения умственных операций;
- алгоритмы и программы для вычислительных машин;
- проекты и схемы планировки сооружений, зданий, территорий;
- решения, касающиеся лишь внешнего вида изделий, направленные на удовлетворение эстетических потребностей.

Перечисленные объекты не признаются изобретениями в тех случаях, когда евразийская заявка или евразийский патент касаются только непосредственно какого-либо из перечисленных объектов как такового.
(4) Евразийские патенты не выдаются на:
- сорта растений и породы животных;
- топологии интегральных микросхем;
- изобретения, коммерческое использование которых необходимо предотвратить в целях охраны общественного порядка или морали, включая охрану жизни и здоровья людей и животных или охрану растений, либо во избежание нанесения серьёзного ущерба окружающей среде. При этом такое использование не может рассматриваться как таковое в силу только того, что оно запрещено законодательством одного или нескольких Договаривающихся государств.»

## Объединение евразийских патентных поверенных
Объединение евразийских патентных поверенных — международная общественная организация «Совет Евразийских Патентных Поверенных».
Штаб-квартира в Москве. Имеет представительства в Беларуси, Казахстане и Молдове.